# ハーバーシャム郡 (ジョージア州)
ハーバーシャム郡（英: Habersham County）は、アメリカ合衆国ジョージア州の北西部に位置する郡である。2010年国勢調査での人口は43,041人であり、2000年の35,902人から19.9%増加した。郡庁所在地はクラークスビル市（人口1,733人）であり、同郡で人口最大の都市はコーネリア市（人口4,160人）である。

## 歴史
ハーバーシャム郡は1818年12月15日に設立され、郡名はジョセフ・ハーバーシャム大佐に因んで名付けられた。郡庁所在地のクラークスビルは1823年にチャーターされ、市名はアメリカ独立戦争の将軍であり、州知事を務めたジョン・C・クラークに因んで名付けられた。
19世紀後半に、郡域からランプキン郡、ホワイト郡、ステファンズ郡、バンクス郡、フランクリン郡が創設され、面積が大きく減少した。

## 地理
アメリカ合衆国国勢調査局に拠れば、郡域全面積は279.20平方マイル (723.1 km2)であり、このうち陸地278.17平方マイル (720.5 km2)、水域は1.03平方マイル (2.7 km2)で水域率は0.37%である。郡内にはチャタフーチー国立の森の一部が入っている。
郡内最高地点は、標高で州内第7位の山であるトレイ山頂上から700フィート (210 m) 足らず南西の、標高4,400フィート (1,300 m) の地点である。標高4,430フィート (1,350 m) のトレイ山からちょうど30フィート (9 m) だけ低いこの地点は、西のホワイト郡と北のタウンズ郡の境界が会する地点である。トレイ山の北東2.4マイル (3.8 m) には標高3,809フィート (1,161 m) のヤングリックがある。ヤングリックとトレイ山の間の尾根頂部にそってアパラチアン・トレイルが走り、ブルーリッジ山脈の尾根になっている。
チャタフーチー川が元ハーバーシャム郡領域だった所を発しており、シドニー・ラニアの詩「チャタフーチー川の歌」で次のように謳われている。
| OUT of the hills of Habersham, Down the valleys of Hall, I hurry amain to reach the plain, Run the rapid and leap the fall, Split at the rock and together again, | ハーバーシャムの丘から ホールの谷に降りる 私は大急ぎで平原に達する 急流を走り、滝を飛び越す 岩を割りまた1つにする。 |

### 主要高規格道路

#### アメリカ国道
- アメリカ国道23号線
- アメリカ国道123号線
- アメリカ国道441号線
- アメリカ国道441号線産業道路）トコアの西）

#### ジョージア州道
- ジョージア州道15号線
- ジョージア州道15号線接続路
- ジョージア州道15号線環状路
- ジョージア州道17号線
- ジョージア州道17号線代替路
- ジョージア州道105号線
- ジョージア州道115号線
- ジョージア州道197号線
- ジョージア州道197号線接続路
- ジョージア州道255号線
- ジョージア州道255号線代替路
- ジョージア州道365号線
- ジョージア州道384号線
- ジョージア州道385号線

## 政治
2012年時点で郡内は14の選挙区に分かれている
2011年以降、ジョージア州下院には共和党員のテリー・ロジャーズを送り出している。アメリカ合衆国下院にはジョージア州第10選挙区に属している。2007年7月に行われた補欠選挙から、共和党員でアセンズ市の医師ポール・ブラウンが代表だった。
2012年の選挙区割り変更によりジョージア州第9選挙区に変更になった。元ジョージア州下院議員のダグ・コリンズが2012年の選挙で当選した。

## 人口動態
以下は2000年国勢調査による人口統計データである。
| 基礎データ - 人口: 35,902人 - 世帯数: 13,259 世帯 - 家族数: 9,851 家族 - 人口密度: 50人/km2（129人/mi2） - 住居数: 14,634軒 - 住居密度: 20軒/km2（53軒/mi2） 人種別人口構成 - 白人: 88.88% - アフリカン・アメリカン: 4.48% - ネイティブ・アメリカン: 0.29% - アジア人: 1.89% - 太平洋諸島系: 0.10% - その他の人種: 2.99% - 混血: 1.36% - ヒスパニック・ラテン系: 7.66% 年齢別人口構成 - 18歳未満: 23.5% - 18-24歳: 11.1% - 25-44歳: 28.5% - 45-64歳: 23.1% - 65歳以上: 13.8% - 年齢の中央値: 36歳 - 性比（女性100人あたり男性の人口） - 総人口: 105.5 - 18歳以上: 103.0 | 世帯と家族（対世帯数） - 18歳未満の子供がいる: 32.0% - 結婚・同居している夫婦: 60.9% - 未婚・離婚・死別女性が世帯主: 9.3% - 非家族世帯: 25.7% - 単身世帯: 22.4% - 65歳以上の老人1人暮らし: 9.6% - 平均構成人数 - 世帯: 2.57人 - 家族: 2.98人 収入と家計 - 収入の中央値 - 世帯: 36,321米ドル - 家族: 42,235米ドル - 性別 - 男性: 28,803米ドル - 女性: 23,046米ドル - 人口1人あたり収入: 17,706米ドル - 貧困線以下 - 対人口: 12.2% - 対家族数: 8.8% - 18歳未満: 14.4% - 65歳以上: 15.0% |

## 刑務所
ジョージア州矯正省が郡内アルトに近い未編入領域でリー・アレンデール州立刑務所を運営している。
リー・アレンデール州立刑務所は1926年に建設され、元ジョージア州矯正委員会議長を務めたリー・アレンデールが、その妻と共に飛行機事故で死んだ後に名付けられた。当初この建物はTB病院として運営され、1950年代半ばに刑務所に転用された。ジョージア州矯正省の管轄になると、18歳から25歳の若年犯罪者を収容するようになった。短期間のうちに若く向こう見ずで礼儀を知らない囚人が大勢入り、州内でも2番目に暴力的な男性専用刑務所という評判になった。2005年、矯正省は一般的な女性刑務所に転換することを決めた。2006年3月、州内の監獄に溢れていた350人の女囚を受入るようになった。
リー・アレンデール州立刑務所には国内初の女性のみによる消防団と、州初の囚人による消防団がある。これはジョージア州矯正省消防部が企画した。州内でも囚人のみを使った多くの消防団を運営しており、囚人は矯正省雇員に監督されて訓練され、資格は持たないがプロの消防団員になる。刑務所近くの消防組織を持たない田園部や、緊急時の州内各所で消防活動を行う。囚人はジョージア州法、ジョージア消防士標準・訓練委員会に従って通常の消防組織と同様な訓練を受け、認証されている。2007年、囚人消防団がウェイクロス近くの山火事で出動した他、州内数百の警報に対応した。

## 都市と町
- クラークスビル - 郡庁所在地
- コーネリア
- アルト
- ボールドウィン
- デモレスト
- マウントエアリー
- タルラフォールズ